# Grand Sceau du Canada
Pour les autres articles nationaux ou selon les autres juridictions, voir Grand sceau.

Grand Sceau du Canada

Le Grand Sceau du Canada est un sceau apposé sur tous les documents canadiens officiels. C'est une certification du Parlement canadien que le document en question a reçu la Sanction royale. Il sert à authentifier les actes canadiens et est utilisé autant pour des fonctions cérémoniales qu'administratives. 
Le premier Grand Sceau du Canada a été créé au Royaume-Uni en 1869 ; il a par la suite été envoyé au Canada pour substituer un sceau provisoire qui avait été utilisé depuis la confédération canadienne en 1867. Ce sceau était une représentation de la Reine Victoria alors souveraine.
Un nouveau sceau est constitué toutes les fois qu'un nouveau souverain prend le pouvoir. Le présent Grand Sceau a été fait par la Monnaie royale canadienne lorsque Sa Majesté Élisabeth II a succédé à son père en 1952. Il a été utilisé pour la première fois en 1955. Le sceau est fait en acier d'une trempe spéciale, pèse 3,75 kilogramme et mesure 127 millimètres de diamètre. L'image représente la Reine assise sur un trône le jour de son  couronnement à Westminster en grande tenue d'apparat et portant le globe et le sceptre royal.  On y retrouve en premier plan les Armoiries du Canada. On peut y lire l'inscription en français et en anglais « Reine du Canada - Elizabeth II - Queen of Canada » ; auparavant l'inscription était en latin.
Le Gouverneur général est le protecteur du Grand Sceau qui lui est confié lors de son assermentation et il en a la garde solennelle. Cela dit, il le laisse en la possession du Bureau du Registraire général du Canada qui le confie à un ministère donné. Le présent registraire général est le ministre de l'Industrie depuis 1995. Lors d'un changement de gouvernement, le ministère sortant rend le Grand Sceau au gouverneur général, qui en confie la garde au nouveau gouvernement. Chaque province possède son propre Grand Sceau. Pour les mêmes raisons, leurs sceaux respectifs sont conservés par les Lieutenants-gouverneurs.
Les documents suivants portent le Grand Sceau du Canada :
- Les proclamations royales
- Les lois
- Les commissions relatives à la nomination des ministres
- Les commissions relatives à la nomination
- Les commissions relatives à la nomination des lieutenants-gouverneurs
- Les commissions relatives à la nomination des sénateurs
- Les commissions relatives à la nomination des juges

## Inscriptions sur le grand sceau

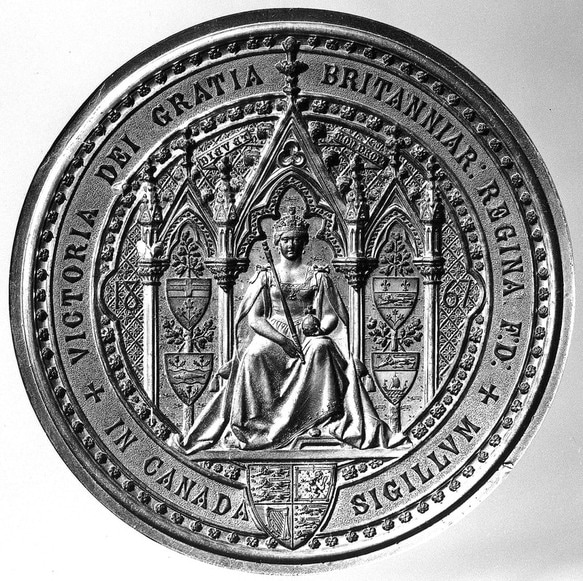
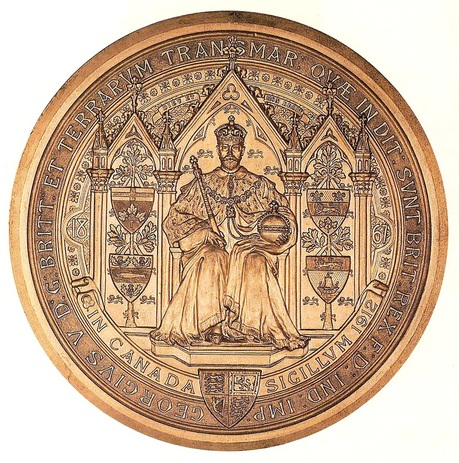

### Province de Québec
- George III. SIGILLUM Ÿ PROVINCIAE Ÿ NOSTRAE Ÿ QUEBECENSIS Ÿ IN Ÿ AMERICA

### Province du Canada
- Victoria. VICTORIA D: G: BRITANIARUM REGINA FID: DEF: SIGILLUM PROVINCIAE CANADAE

### Dominion du Canada
- Victoria. VICTORIA DEI GRATIA BRITANNIAR: REGINA F: D: IN CANADA SIGILLUM

- Édouard VII. EDWARDUS VII D: G: BRITT ET TERRARUM TRANSMAR QUÆ IN DIT: SUNT BRIT REX F: D: IND: IMP: IN CANADA SIGILLUM 1904

- George V. GEORGIUS V D: G: BRITT ET TERRARUM TRANSMAR QUÆ IN DIT: SUNT BRIT REX F: D: IND: IMP: IN CANADA SIGILLUM 1912

- George VI. GEORGIUS VI D: G: MAG BRIT HIB ET TERR TRANSMAR QUÆ IN DIT: SUNT BRIT REX F: D: IND: IMP: IN CANADA SIGILLUM

- Élisabeth II. REINE DU CANADA • ELIZABETH II • QUEEN OF CANADA